# Felsőkápolna
Felsőkápolna (románul: Căpâlna de Sus), falu Romániában, Maros megyében.

## Története
Felsőkápolna (Capella) nevét 1332-ben említette először oklevél Capella néven.
1332-ben a pápai tizedjegyzék szerint Német nevű papja 12 den pápai tizedet fizetett.
1393-ban Kápolna Küküllővár tartozéka volt.
A trianoni békeszerződésig Kis-Küküllő vármegye Dicsőszentmártoni járásához tartozott. Ma Mikefalva község része.

## Népessége
2002-ben 178 lakosa volt, ebből 125 román, 31 magyar és 22 cigány nemzetiségű.

## Vallások
A falu lakói közül 140-en ortodox, 27-en református hitűek, illetve 4 fő római katolikus és 5 fő görögkatolikus.